# Карта Зено

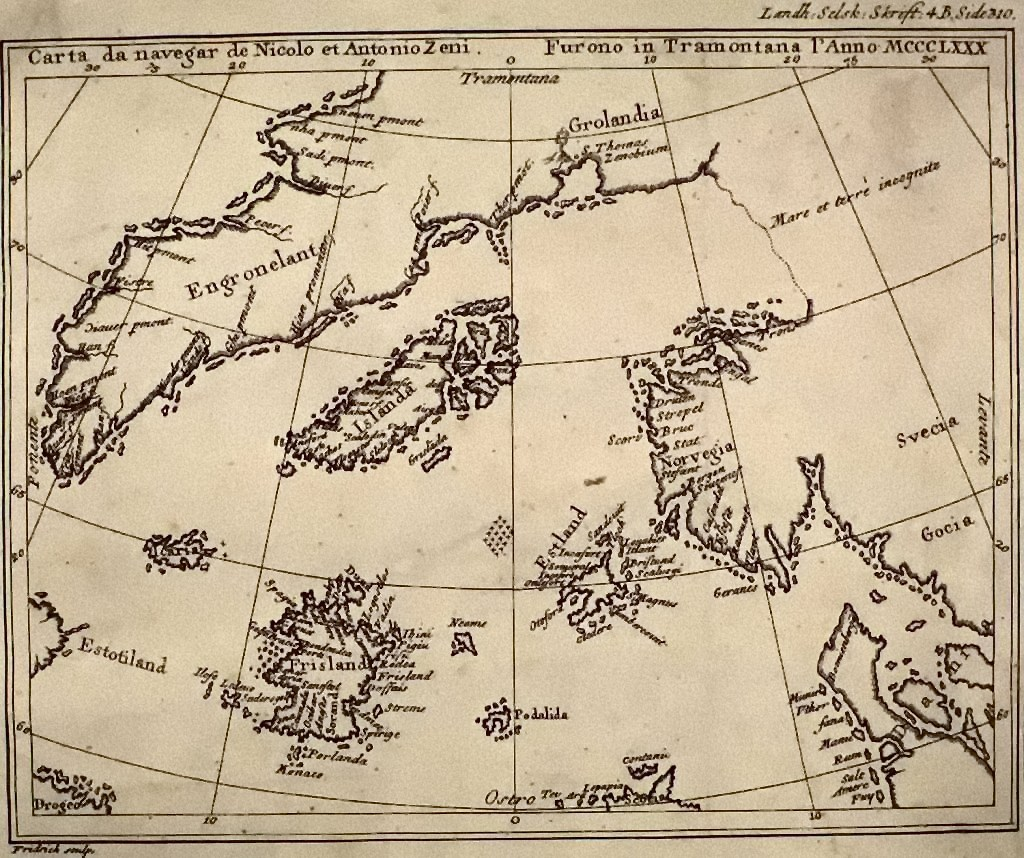
Репродукція карти Зено з книги 1793 року

Карта Зено — карта Північної Атлантики, уперше опублікована 1558 року у Венеції Ніколо Зено, нащадком Ніколо Зено, одного з братів Зено.
Зено-молодший опублікував карту, а також ряд листів, стверджуючи, що він знайшов їх у коморі в будинку його сім'ї у Венеції. За словами Зено, карта і листи датуються приблизно 1400 роком і нібито описують далеке плавання, здійснене братами Зено в 1390-і роки під керівництвом князя Зічмні. Мандрівники нібито перетнули Північну Атлантику і, згідно з деякими інтерпретаціями, досягли Північної Америки.
Більшість істориків вважають карту і супровідну розповідь містифікацією, зробленою молодим Зено з метою забезпечити Венеції пріоритет у відкритті Нового Світу до Христофора Колумба.
Свідчення проти достовірності карти в основному базуються на зображенні на ній багатьох неіснуючих островів у Північній Атлантиці й біля берегів Ісландії. Один з цих неіснуючих островів — Фрисланд, де брати Зено нібито провели деякий час.
Деякі учені вважали, що карта ґрунтована на інших картах XVI століття, зокрема на Carta Marina.